# Petru II Cercel
Petru II Cercel (in rumeno orecchino) (Bucarest, 1556 circa – Rodi, marzo 1590) fu voivoda (principe) di Valacchia dal 1583 al 1585. Era figlio del voivoda Pătrașcu cel Bun.